# Passing Through (album)
Passing Through è il sedicesimo album in studio del cantante e attore statunitense Randy Travis, pubblicato nel 2004.

## Tracce
1. Pick Up the Oars and Row (Jamie O'Hara) – 2:50
2. Four Walls (Don Rollins, Harry Stinson, D. Vincent Williams) – 3:42
3. That Was Us (Craig Wiseman, Tony Lane) – 3:25
4. Angels (Harvey McNalley, Buck Moore, Troy Seals) – 3:46
5. Running Blind (Roger D. Ferris) – 2:52
6. My Daddy Never Was (Lane) – 3:56
7. A Place to Hang My Hat (Shawn Camp, Byron Hill, Brice Long) – 3:15
8. Right On Time (Al Anderson, Sharon Vaughn) – 3:58
9. My Poor Old Heart (Camp, Gary Harrison) – 2:46
10. I'm Your Man (Randy Travis) – 3:27
11. Train Long Gone (Dennis Linde) – 3:56
12. I Can See It in Your Eyes (Travis, Pastor Matthew Hagee) – 4:17